# Ieixivà Rabí Samson Raphael Hirsch
La Ieixivà Rabí Samson Raphael Hirsch, va ser fundada a la ciutat de Nova York en 1944, com un mitjà per establir de nou la comunitat jueva ortodoxa de Frankfurt, Alemanya, als Estats Units. L'escola, va ser fundada pel Rabí Joseph Breuer, està dirigida segons la filosofia del Rabí Samson Raphael Hirsch. Es troba al barri de Manhattan de Washington Heights. La institució té diversos departaments, inclou escoles primàries i secundàries, separades per a nens i nenes, i una acadèmia talmúdica després de l'escola secundària. També va mantenir un seminari de professors durant molts anys, però va ser tancat en l'any 2004. La ieixivà està sota els auspicis generals de la congregació Khal Adath Jeshurun, una congregació ortodoxa que serveix a la comunitat jueva majoritàriament alemanya de Washington Heights i Fort Tryon a Manhattan.